# رضا یزدانی (خواننده)
رضا یزدانی (زادهٔ ‎۲۴ مهر ۱۳۵۲ در تهران) خواننده، نوازندهٔ گیتار، آهنگساز،ترانه نویس،تنظیم کننده و بازیگر اهل ایران است.

## فعالیت‌های هنری
رضا یزدانی از سال ۱۳۷۷ فعالیت‌های خود را به صورت جدی آغاز کرد، وی برای تئاتر «دادگاه جنجال‌برانگیز» آهنگسازی و خوانندگی انجام داد، و همچنین آهنگسازی و خوانندگی تئاتر «اگر باران بخواهد» را در سال ۱۳۷۸ انجام داد.
رضا یزدانی اولین آلبوم خود را به نام «شهر دل» در سال ۱۳۸۰ منتشر کرد. او در سال ۱۳۸۹ در فیلم سینمایی بوی گندم به کارگردانی محمدرضا خاکی حضور داشت و ترانه‌ای به نام خلیج فارس برای این فیلم سینمایی خواند. وی در سال ۱۳۹۲ خوانندگی تیتراژ فیلم سینمایی «خط ویژه» به کارگردانی مصطفی کیایی را بر عهده داشت.
رضا یزدانی ترانهٔ «وطن یعنی» را برای تیم ملی فوتبال ایران در مسابقات جام جهانی ۲۰۱۴ برزیل، در بهار سال ۱۳۹۳ منتشر کرد. او همچنین در مرداد ۱۳۹۴ در کنسرت «شب موسیقی فیلم مسعود کیمیایی» به رهبری بهزاد عبدی به خوانندگی پرداخت. او در سال ۱۳۹۶ خوانندگی نمایش «ترانه‌های قدیمی: پیکان جوانان» (به همراه احسان کرمی و هانا کامکار) به کارگردانی محمد رحمانیان را بر عهده داشت.
او برندهٔ جایزهٔ جشن سالانه موسیقی ما برای آلبوم «دوئل در آینه» به عنوان «بهترین آلبوم پاپ راک» در سال ۱۳۹۵ و انتخاب مردمی در سال ۱۳۹۶ شد.
وی بازی در فیلم سینمایی «خوک» به کارگردانی مانی حقیقی را در سال ۱۳۹۶ تجربه نمود. او در سال ۱۳۹۷ در تئاتر «چند مسافر» به کارگردانی محمد رحمانیان به خوانندگی پرداخت. او در همین سال در فیلم سینمایی سوفی و دیوانه به کارگردانی و تهیه کنندگی مهدی کرم‌پور، بازی و خوانندگی کرد. وی در ماه رمضان سال ۱۳۹۸ نیز در سریال تلویزیونی «از یادها رفته» به کارگردانی بهرام بهرامیان به خوانندگی و ایفای نقش پرداخت. او همچنین در تابستان سال ۱۳۹۸ در تئاتر «عاشقانه‌های خیابان» به کارگردانی شهرام گیل‌آبادی، بازیگری و خوانندگی نمود.
رضا یزدانی در بیستمین جشن حافظ سال ۱۳۹۹ برندهٔ تندیس حافظ بهترین تیتراژ سریال و فیلم برای تیتراژ سریال از یادها رفته به کارگردانی بهرام بهرامیان با قطعه‌ای به نام «عشقت» شد. رضا یزدانی این تندیس را برای چهارمین بار دریافت کرد.

## آثار

### آلبوم‌ها
- شهر دل (۱۳۷۹)
- پرنده بی پرنده (۱۳۸۲)
- هیس (۱۳۸۵)
- ساعت ۲۵ شب (۱۳۸۹)
- ساعت فراموشی (۱۳۹۰)
- خاطرات مبهم (۱۳۹۱)
- ساعتا خوابن (۱۳۹۲)
- سلول شخصی (۱۳۹۳)
- "نوستالژی (تصویری)" (۱۳۹۴)
- دوئل در آینه (۱۳۹۵)
- درهم (۱۳۹۶)
- دیوونه خونه مجازی (۱۳۹۸)
- هفت دریا (۱۴۰۳)

### تک‌آهنگ‌ها[نیازمند منبع]
| سال  | نام ترانه                                        | ترانه‌سرا         | آهنگساز                   | تنظیم‌کننده      | آلبوم        |
| ---- | ------------------------------------------------ | ---------------- | ------------------------- | --------------- | ------------ |
|      | «مهتاب تو فانوس»                                 | هانیه ترکمان     | رضا یزدانی                | ساعتا خوابن     |              |
|      | «راز این خونه»                                   | عبدالجبار کاکایی | بهروز پایگان              | -               |              |
|      | «عشق پست‌مدرن»                                    | احسان گودرزی     | میلاد عدل                 | ساعتا خوابن     |              |
|      | «مترو»                                           | عبدالله روا      | میلاد عدل                 | -               |              |
|      | «نوستالژی»                                       | حسن علیشیری      | رضا یزدانی، محمد خرمی‌نژاد | محمد خرمی‌نژاد   | -            |
|      | «پرچم»                                           | مهدی ایوبی       | محمدرضا چراغعلی           | محمدرضا چراغعلی | -            |
|      | «وطن یعنی»                                       | مهدی ایوبی       | رضا یزدانی                | میلاد عدل       | -            |
|      | «شش قهرمان بزرگ» (کارتون سینمایی و سریال کارتون) | مهدی ایوبی       | رضا یزدانی                | محمد خرمی‌نژاد   | -            |
|      | «وقتی تو رفتی»                                   | رضا یزدانی       | رضا یزدانی                | بهروز پایگان    | -            |
|      | «سیگار پشت سیگار»                                | اندیشه فولادوند  | رضا یزدانی                | رضا یزدانی      | سلول شخصی    |
|      | «کلاشینکف»                                       | اندیشه فولادوند  | رضا یزدانی                | رضا یزدانی      | سلول شخصی    |
|      | «رفت که رفت»                                     | پدیده نیشابوری   | رضا یزدانی                | محمد خرمی‌نژاد   | دوئل در آینه |
|      | «آوانگارد»                                       | علیرضا باران     | رضا یزدانی                | آرش زمانیان     | دوئل در آینه |
|      | «هفتهٔ دلتنگی»                                    | مهدی ایوبی       | بهروز پایگان              | بهروز پایگان    | دوئل در آینه |
|      | «این روزا»                                       | مجید بابازاده    | رضا یزدانی                | بهنام شهرکی     | -            |
|      | «درکم کن»                                        | حسن علیشیری      | رضا یزدانی                | بهروز پایگان    | -            |
|      | «اعصاب ندارم»                                    | مهدی ایوبی       | هومن اژدری                |                 | -            |
|      | «بارونی»                                         | پدیده نیشابوری   | رضا یزدانی                | بهروز پایگان    | -            |
|      | «پیانیست»                                        | مهدی ایوبی       | رضا یزدانی                | محمد خرمی‌نژاد   | -            |
|      | «پونزده سالگی»                                   | مهدی ایوبی       | علیرضا افکاری             | سعید زمانی      | -            |
|      | «دام دگر نهاده‌ام»                                | مولانا           | رضا یزدانی                | میلاد عدل       | -            |
|      | «لعنتی‌های دوست داشتنی»                           | علیرضا باران     | رضا یزدانی                | میلاد عدل       | -            |
|      | «به فکر سالم باش»                                | محمدرضا تارانی   | رضا یزدانی                | آرش زمانیان     | -            |
|      | «نگفتمت»                                         | مولانا           | رضا یزدانی                | میلاد عدل       | -            |
|      | «کلافه»                                          | میثم یوسفی       | بهنام جلیلیان             | بهنام جلیلیان   | -            |
|      | «من باید زنگ بزنم به بچگیم»                      | مهدی ایوبی       | رضا یزدانی                | محمد خرمی‌نژاد   | -            |
|      | «وقتی تو نیستی»                                  | حسن علیشیری      | عمران میرزایی             | عمران میرزایی   | -            |
|      | «قرمز»                                           | میثم یوسفی       | امید جامع                 | رامین عبداللهی  | -            |
|      | «قرنطینه»                                        | اندیشه فولادوند  | رضا یزدانی                | میلاد عدل       | -            |
| ۱۳۹۹ | خانه اجدادی (تیتراژ خانه امن)                    | مجید بابازاده    | رضا یزدانی                | میلاد عدل       | -            |
| ۱۴۰۲ | قاتل خونسرد (تیتراژ پدر گواردیولا)               | معین برزه        | بابک زرین                 | بهتاش زرین      | -            |

### موسیقی‌های متن[۱۸]
| سال  | نام ترانه            | نام اثر                               | ترانه‌سرا        | آهنگساز                  | تنظیم‌کننده      | آلبوم             |
| ---- | -------------------- | ------------------------------------- | --------------- | ------------------------ | --------------- | ----------------- |
| ۱۳۸۲ | «لاله‌زار»            | فیلم سینمایی حکم                      | یغما گلرویی     | رضا یزدانی               | حمیدرضا صدری    | پرنده بی پرنده    |
| ۱۳۸۵ | «پدر»                | فیلم سینمایی رئیس                     | یغما گلرویی     | رضا یزدانی               | بهروز پایگان    | -                 |
| ۱۳۸۵ | «پسر»                | فیلم سینمایی رئیس                     | یغما گلرویی     | رضا یزدانی               | بهروز پایگان    | -                 |
| ۱۳۸۶ | «مرگ تدریجی یک رؤیا» | سریال مرگ تدریجی یک رؤیا              | یغما گلرویی     | کارن همایون‌فر            | کارن همایون‌فر   | -                 |
| ۱۳۸۸ | «محاکمه در خیابان»   | فیلم سینمایی محاکمه در خیابان         | یغما گلرویی     | فرزین قره گزلو           | فرزین قره گزلو  | -                 |
| ۱۳۸۹ | «گام‌های معلق»        | فیلم سینمایی گام‌های معلق              | یغما گلرویی     | بهروز پایگان             | -               |                   |
| ۱۳۸۹ | «خلیج فارس»          | فیلم سینمایی بوی گندم                 | یغما گلرویی     | رضا یزدانی               | -               |                   |
| ۱۳۸۹ | «کیفر»               | فیلم سینمایی کیفر                     | یغما گلرویی     | فردین خلعتبری            | فردین خلعتبری   | -                 |
| ۱۳۸۹ | «قلب یخی»            | سریال قلب یخی                         | رضا آذرمی       | کارن همایون‌فر            | کارن همایون‌فر   | -                 |
| ۱۳۸۹ | «طهران، تهران»       | فیلم سینمایی طهران تهران              | اندیشه فولادوند | کارن همایون‌فر            | کارن همایون‌فر   | -                 |
| ۱۳۹۰ | «ساخت ایران»         | سریال ساخت ایران                      | یغما گلرویی     | یحیی سپهری شکیب          | یحیی سپهری شکیب | -                 |
| ۱۳۹۲ | «خودزنی»             | فیلم سینمایی خودزنی                   | بابک صحرایی     | ستار اورکی               | ستار اورکی      | -                 |
| ۱۳۹۲ | «ساعت صفر»           | سریال یادآوری                         | امین صدیقی      | رضا یزدانی               | محمد خرمی‌نژاد   | -                 |
| ۱۳۹۲ | «متروپل»             | فیلم سینمایی متروپل                   | یغما گلرویی     | رضا یزدانی               | میلاد عدل       | -                 |
| ۱۳۹۲ | «چکهٔ نور»            | فیلم سینمایی خط ویژه                  | یغما گلرویی     | رضا یزدانی               | محمد خرمی‌نژاد   | -                 |
| ۱۳۹۳ | «جاده چالوس»         | سریال جاده چالوس                      | یغما گلرویی     | رضا یزدانی               | محمد خرمی‌نژاد   | -                 |
| ۱۳۹۳ | «آهنگ قدیمی»         | فیلم سینمایی ۳۶۰ درجه                 | اندیشه فولادوند | رضا یزدانی               | محمد خرمی‌نژاد   | سلول شخصی         |
| ۱۳۹۳ | «پل نیومن»           | فیلم سینمایی چهارشنبه خون به پا می‌شود | اندیشه فولادوند | رضا یزدانی               | محمد خرمی‌نژاد   | سلول شخصی         |
| ۱۳۹۳ | «تعبیر وارونهٔ رؤیا»  | سریال تعبیر وارونه یک رؤیا            | مهدی ایوبی      | بهزاد عبدی               | بهزاد عبدی      | -                 |
| ۱۳۹۳ | «ای ایران»           | سریال تعبیر وارونه یک رؤیا            | حسین گل گلاب    | روح اله خالقی            | بهزاد عبدی      | -                 |
| ۱۳۹۴ | «تیک آف»             | فیلم سینمایی تیک آف                   | مهدی ایوبی      | محسن شریفیان، بابک شهرکی | بابک شهرکی      | -                 |
| ۱۳۹۴ | «پرواز عقاب»         | مستند سینمایی من ناصر حجازی هستم…     | خسرو نقیبی      | محمد خرمی‌نژاد            |                 | -                 |
| ۱۳۹۵ | «زخمی»               | سریال پرستاران                        | روزبه بمانی     | رضا یزدانی               | محمد خرمی‌نژاد   | -                 |
| ۱۳۹۵ | «تو رفته‌ای»          | ترانهٔ تئاتر مسافران                   | افشین مقدم      | علیرضا افکاری            |                 | -                 |
| ۱۳۹۵ | «از تنهایی می‌ترسم»   | ترانهٔ تئاتر مسافران                   | سپیده ذهنی      | میشل گوران               |                 | -                 |
| ۱۳۹۵ | «سوفی و دیوانه»      | فیلم سینمایی سوفی و دیوانه            | یغما گلرویی     | بهزاد عبدی               | بهزاد عبدی      | -                 |
| ۱۳۹۶ | «گمشدگان»            | سریال گمشدگان                         | مهدی ایوبی      | کیوان جهانشاهی           | علیرضا افکاری   | -                 |
| ۱۳۹۶ | «فصل بی‌تکرار»        | سریال تعطیلات رؤیایی                  | حنیف معززی      | رضا یزدانی               | بهروز پایگان    | -                 |
| ۱۳۹۸ | «عشقت»               | سریال از یادها رفته                   | مهدی ایوبی      | میلاد بابایی             | میلاد عدل       | -                 |
| ۱۳۹۸ | «می‌رسم به تو»        | سریال از یادها رفته                   | مهدی ایوبی      | میلاد بابایی             | میلاد عدل       | -                 |
| ۱۳۹۸ | «حقم نبود»           | سریال از یادها رفته                   | نگین عسکری      | میلاد بابایی             | میلاد بابایی    | -                 |
| ۱۳۹۸ | «تو خودم می‌سوزم»     | سریال از یادها رفته                   | نیما پوتی       | اسحاق اسدبیگی            | اسحاق اسدبیگی   | -                 |
| ۱۳۹۸ | «آبی به رنگ آسمان»   | مستند سینمایی آبی به رنگ آسمان        | یغما گلرویی     | رضا یزدانی               | بهروز پایگان    | -                 |
| ۱۳۹۸ | «اینجا تهرونه»       | فیلم سینمایی کروکودیل                 | روزبه بمانی     | رضا یزدانی               | محمد خرمی‌نژاد   | -                 |
| ۱۳۹۸ | «سایه نشو هرگز»      | سریال ترور خاموش                      | حنیف معززی      | رضا یزدانی               | بهنام شهرکی     | -                 |
| ۱۳۹۸ | «ارث اجدادی»         | سریال ترور خاموش                      | مجید بابازاده   | رضا یزدانی               | میلاد عدل       | -                 |
| ۱۳۹۸ | «تنهام نذار رفیق»    | سریال ترور خاموش                      | حسین سلیمانی    | رضا یزدانی               | بهروز پایگان    | دیوونه خونه مجازی |
| ۱۳۹۸ | «آخرین داستان»       | انیمیشن آخرین داستان                  | میثم یوسفی      | بهنام جلیلیان            | آرش پاکزاد      | -                 |
| ۱۳۹۸ | «کروکودیل»           | فیلم سینمایی کروکودیل                 | مهدی ایوبی      | رضا یزدانی               | میلاد عدل       | -                 |
| ۱۳۹۹ | «تیغ و ترمه»         | فیلم سینمایی تیغ و ترمه               | مهدی ایوبی      | وحید مهراد               | وحید مهراد      | -                 |
| ۱۳۹۹ | «اسطوره»             | مستند سینمایی من ناصر حجازی هستم...۲  | مهدی ایوبی      | رضا یزدانی               | بهروز پایگان    | -                 |

## بازیگری

### سینما
- حکم (۱۳۸۳)
- رئیس (۱۳۸۵)
- محاکمه در خیابان (۱۳۸۷)
- گام‌های معلق (۱۳۸۷)
- کیفر (۱۳۸۸)
- طهران تهران (۱۳۸۸)
- بوی گندم (۱۳۸۹)
- خودزنی (۱۳۹۰)
- متروپل (۱۳۹۲)
- ۳۶۰ درجه (۱۳۹۳)
- تیک آف (۱۳۹۴)
- خورشید نیمه شب (۱۳۹۴)
- سوفی و دیوانه (۱۳۹۵)
- حریم شخصی (۱۳۹۵)
- خوک (۱۳۹۶)
- آبی به رنگ آسمان (۱۳۹۶)
- کروکودیل (۱۳۹۶)
- سم‌پاشی (۱۳۹۸)
- گربه سیاه (۱۳۹۸)
- کوچه ژاپنی‌ها (۱۳۹۸)
- آهو (۱۳۹۹)
- خائن کشی (۱۴۰۰)
- ۲۸۸۸ (۱۴۰۰)[۲۷]
- شب هامون (۱۴۰۱)
- بهشت تبهکاران (۱۴۰۲)

### تلویزیون
- تعطیلات رؤیایی (۱۳۹۷)
- از یادها رفته (۱۳۹۸)
- آب پریا (۱۳۹۲)
- آکادمی کیمیایی (۱۳۹۲)

### نمایش خانگی
| سال پخش   | نام سریال  | کارگردان           | نقش   |
| --------- | ---------- | ------------------ | ----- |
| ۱۴۰۰      | میدان سرخ  | ابراهیم ابراهیمیان | گروچف |
| ۱۴۰۲-۱۴۰۳ | افعی تهران | سامان مقدم         | خودش  |